# Karangnanas
Karangnanas is een bestuurslaag in het regentschap Banyumas van de provincie Midden-Java, Indonesië. Karangnanas telt 7998 inwoners (volkstelling 2010).